# Liesbet Van Breedam
Liesbet Van Breedam (* 27. Januar 1979 in Willebroek) ist eine ehemalige belgische Volleyball- und Beachvolleyballspielerin.

## Karriere
2001 und 2002 spielte Van Breedam ihre ersten internationalen Beachturniere mit Kristien Van Lierop. Bei der Europameisterschaft 2002 schied das Duo nach zwei Niederlagen gegen das lettische Duo Minusa/Pulina und die Norwegerinnen Glesnes/Maaseide aus. 2003 erreichte Van Breedam an der Seite von Liesbet Vindevoghel keine vorderen Platzierungen.
2006 bildete sie ein neues Duo mit Liesbeth Mouha. Bei der Europameisterschaft 2006 mussten sich die Belgierinnen zunächst in drei Sätzen den späteren Siegern Schirjajewa/Urjadowa aus Russland geschlagen geben. Anschließend besiegten sie das deutsche Duo Eckl/Kaup, bevor sie gegen deren Landsleute Pohl/Rau ausschieden. Die Weltmeisterschaft 2007 war für sie nach der Vorrunde beendet. Bei der folgenden EM in Valencia unterlagen sie in den ersten beiden Spielen gegen die Griechinnen Arvaniti/Karadassiou und die Niederländerinnen van Iersel/Wesselink.
Im Jahr 2008 verbesserten Mouha/Van Breedam ihre Bilanz und erreichten einige neunte Plätze bei Open-Turnieren und Grand Slams. Bei der EM in Hamburg wurden sie nur von den Deutschen Goller/Ludwig und den Norwegerinnen Håkedal/Tørlen besiegt, die sich anschließend im Finale gegenüberstanden. Im August erreichten sie als Gruppendritter das Achtelfinale der Olympischen Spiele in Peking, das sie gegen die Goldmedaillengewinner Walsh/May-Treanor aus den USA verloren. Bei der WM 2009 in Stavanger kamen sie ebenfalls ins Achtelfinale, das die Brasilianerinnen Talita/Antonelli gewannen. Im gleichen Jahr verpassten sie nur knapp die Bronzemedaille der EM in Sotschi, da sie das Spiel um den dritten Platz mit 14:16 im Tiebreak gegen die Schweizerinnen Kuhn/Zumkehr verloren.
Außerdem gewannen Mouha/Van Breedam 2006, 2007, 2009 und 2010 viermal die nationale belgische Meisterschaft. Ihre gemeinsame Karriere endete 2010, da Van Breedam wegen einer Schwangerschaft pausierte. Das Jahr war zuvor bereits wegen mehrerer Verletzungen beider Spielerinnen (Mouhas Bauchmuskulatur und Van Breedams Schulter) problematisch verlaufen.
Als Hallen-Volleyballerin war sie unter anderem beim belgischen Erstligisten Asterix Kieldrecht und im französischen Albi aktiv. Mit Kieldrecht spielte sie 2004 im Top Teams Cup.